# Fusicoccum cedrelae
Fusicoccum cedrelae är en svampart som beskrevs av G. Arnaud & Barthelet 1933. Fusicoccum cedrelae ingår i släktet Fusicoccum och familjen Botryosphaeriaceae.   Inga underarter finns listade i Catalogue of Life.